# Hetepheres I
Hetepheres I a fost regina Egiptului în timpul dinastiei a IV-a a Egiptului (2600 î.Hr.).

## Biografie
Hetepheres I poate a fost soția faraonului Sneferu [1] și mama regelui Khufu. Este posibil ca Hetepheres să fi fost doar o soție minoră a lui Sneferu și să fi crescut în evidență doar după ce fiul ei a urcat pe tron. [2] A fost bunica regilor Djedefre și Khafre și a reginei Hetepheres II. [1] Titlurile sale includ: Mama regelui (mwt-niswt), Mama regelui celor două țări (mwt-niswt-biti), Însoțitorul lui Horus (ḫt-hrw), Fiica lui Dumnezeu a trupului său (s3t-nṯr-nt-ẖt .f). [2] Căsătoria lui Hetepheres I cu Snefru i-a consolidat ascensiunea la tron. Două linii grozave s-au alăturat atunci când s-au căsătorit, deoarece ea transportase sângele regal de la o dinastie la alta. Titlul ei de „Fiică a lui Dumnezeu” a început când tatăl ei, Huni, a condus și a continuat când s-a căsătorit cu Snefru și a dat naștere următorului conducător, Khufu, care este cel care i-a comandat mormântul și piramida.